# Parcul „Regina Maria” din Timișoara
Parcul „Regina Maria” este cel mai vechi parc al Timișoarei. Intrările principale ale parcului se află pe Bulevardul 3 august 1919, acesta având trei funcțiuni: de tranzitare, recreativă și sportivă. În parc se află fostul cinematograf Apollo, care a fost inițial construit în 1909 de către arhitectul Josef Ecker Jr. și reconstruit în 1955 de către arhitectul Paul Schuster.

## Istoric
Locul unde astăzi se întinde Parcul „Regina Maria” se afla, la începutul secolului al XIX-lea, în afara zidurilor cetății Timișoarei, pe teritoriul numit Esplanadă. Aceasta era o zonă de apărare unde nu erau permise construcții pe o rază de 950 de metri în jurul cetății, pentru a preveni apropierea eventualilor atacatori.
În jurul anului 1850, guvernatorul militar și civil al Voivodinei Sârbești și Banatului Timișan, Johann von Coronini-Cronberg, a avut inițiativa plantării de arbori în zonă, astfel luând naștere într-o primă formă parcul care pe atunci purta numele realizatorului său, Coronini. Era primul parc din Timișoara amenajat în stil englezesc unde se puteau face plimbări lungi pe aleile șerpuite sau se putea asculta muzică de orchestră în pavilioanele de lemn special amenajate.
Parcul a purtat mai multe denumiri de-a lungul timpului, reflectând istoria care a marcat orașul. Numele inițial de parcul Coronini s-a păstrat până în 1918 când a luat denumirea de parcul „Regina Maria”, în onoarea reginei, care a avut un rol important în înfăptuirea Unirii de la 1918. În germană, parcul era cunoscut ca Stadtpark, iar în maghiară ca Városliget, ambele traducându-se prin parcul Orașului. În timpul comunismului, parcul s-a numit parcul Tineretului. Parcul „Regina Maria” s-a numit Parcul Poporului până în anul 2011, când a trecut printr-un amplu proces de reabilitare timp de doi ani. Atunci a recăpătat denumirea primită la 1918, în centrul acestuia fiind amenajat și un bust al reginei, și au fost executate lucrări de restaurare și consolidare a gardului existent încă din anii 1910.

## Rezumat:
Parcul „Regina Maria” din Timișoara este cel mai vechi parc al orașului, cu o istorie bogată ce datează din prima jumătate a secolului al XIX-lea. La început, zona unde se află parcul era parte din Esplanada, o zonă de protecție fără construcții, aflată în afara zidurilor cetății Timișoarei, menită să împiedice apropierea atacatorilor. În jurul anului 1850, guvernatorul Johann von Coronini-Cronberg a inițiat plantarea de arbori, creând astfel un parc în stil englezesc, cu alei șerpuite și pavilioane unde se desfășurau concerte de orchestră.
Parcul a purtat inițial numele creatorului său, Coronini, și a devenit rapid un loc important de recreere pentru locuitorii orașului. În 1918, după Marea Unire, parcul a fost redenumit „Regina Maria” în onoarea reginei, care a avut un rol important în evenimentele istorice ale acelui an. În perioada interbelică, a rămas un spațiu emblematic pentru oraș, fiind cunoscut în germană ca Stadtpark și în maghiară ca Városliget, ambele denumiri traducându-se prin „parcul Orașului”.
Pe parcursul perioadei comuniste, parcul și-a schimbat numele în „Parcul Tineretului”, reflectând ideologia vremii. După Revoluția din 1989, a fost redenumit „Parcul Poporului”, denumire pe care a păstrat-o până în 2011, când parcul a trecut printr-un amplu proces de restaurare. În urma lucrărilor de reabilitare, care au inclus consolidarea gardului original din 1910 și restaurarea peisajului, parcul a revenit la denumirea „Regina Maria”. În centrul său a fost amplasat un bust al reginei, pentru a onora legătura istorică dintre parc și suverana României. Astăzi, parcul servește ca loc de tranzit, recreere și activități sportive, păstrându-și funcția importantă în viața orașului.